# Elodina therasia
Elodina therasia är en fjärilsart som beskrevs av Felder 1865. Elodina therasia ingår i släktet Elodina och familjen vitfjärilar. Inga underarter finns listade i Catalogue of Life.